# موريس دي وايل
موريس دي وايل (بالفرنسية: Maurice De Waele)‏ مواليد 27 ديسمبر 1896 في فلاندر الشرقية، بلجيكا - الوفاة 14 فبراير 1952 في فلاندر الشرقية، بلجيكا، كان دراج بلجيكي في صنف سباق الدراجات على الطريق.

## سجل النتائج

### سباقات أو مراحل فاز بها
- طواف فرنسا

## روابط خارجية
- موريس دي وايل على موقع أرشيف الدراجات (الإنجليزية)
- موريس دي وايل على موقع إحصائيات الدراجات الإحترافية (الإنجليزية)
- موريس دي وايل على موقع CycleBase (الإنجليزية)